# Ronkepet
Das Ronkepet ist ein Schwert aus Java.

## Beschreibung
Das Rongkepet hat eine gebogene, einschneidige, schwere Klinge. Die Klinge wird vom Heft zum Ort breiter. Der Klingenrücken und die Schneide verlaufen s-förmig. Der Ort ist spitz. Die Klinge wird in der Regel aus Pamor-Stahl (ähnlich Damaszenerstahl) gefertigt. Das Heft hat ein kleines, leicht kegelförmiges Parier. Es besteht aus Holz oder Horn und ist am Knaufbereich leicht zur Schneidenseite hin umgebogen. Der Knauf ist verdickt und am Ende abgeflacht. Das Ronkepet wird von Ethnien aus Sumatra benutzt.